# ImageMovers Digital
ImageMovers Digital – amerykańska wytwórnia trójwymiarowych filmów animowanych założona w 2007 w miejsce działającej od 1997 ImageMovers. Jej siedziba znajdowała się w Novato, w stanie Kalifornia. Wytwórnia należała do The Walt Disney Company.
Największymi sukcesami kasowymi wytwórni były filmy Ekspres polarny i Opowieść wigilijna. Oba obrazy posiadały luźną tematykę wigilijną, dzięki czemu wytwórnia była kojarzona głównie ze świąteczną atmosferą Bożego Narodzenia.
Dla ImageMovers Digital pracowali m.in.: Robert Zemeckis, Steve Starkey, Jack Rapke oraz Doug Chiang.
Wytwórnia została zamknięta w 2011 roku. Decyzję o zaprzestania używania marki przypieczętował fatalny debiut filmu Matki w mackach Marsa, który z budżetem 150 mln dolarów zarobił zaledwie 39 mln dolarów.
Planowane wcześniej produkcje w tym studiu mają zostać wydane w ramach innych wytwórń Disneya.

## Filmy

### Jako ImageMovers Digital
- Opowieść wigilijna (2009), dystrybucja Walt Disney Pictures
- Matki w mackach Marsa (2011), dystrybucja Walt Disney Pictures

Filmy produkowane przez byłych pracowników ImageMovers Digital dla Walt Disney Studios
- Giganci ze stali (2012), dystrybucja DreamWorks Pictures, Touchstone Pictures
- Yellow Submarine (2012 – w produkcji), dystrybucja Walt Disney Pictures (na podstawie filmu Żółta łódź podwodna)
- Królik Roger 2 (2013 – planowany), dystrybucja Touchstone Pictures (kontynuacja filmu Kto wrobił królika Rogera?)